# Nigel Worthington
Nigel Worthington (* 4. November 1961 in Ballymena) ist ein ehemaliger nordirischer Fußballspieler und aktueller Trainer. Seine erfolgreichste Zeit als Spieler verbrachte er zwischen 1984 und 1994 bei Sheffield Wednesday. Zwischen 2007 und 2011 trainierte er die nordirische Nationalmannschaft.

## Spielerlaufbahn

### Notts County (1981–1984)
Nigel Worthington wechselte 1981 von seinem nordirischen Heimatverein Ballymena United zum englischen Erstliga-Aufsteiger Notts County. Nach dem Klassenerhalt in der Football League First Division 1981/82 und 1982/83 stieg County in der Saison 1983/84 als Tabellenvorletzter wieder in die zweite Liga ab. Nigel Worthington hatte den Verein jedoch bereits vor Ablauf der Spielzeit verlassen.

### Sheffield Wednesday (1984–1994)
Am 6. Februar 1984 wechselte er zum von Howard Wilkinson trainierten englischen Zweitligisten Sheffield Wednesday. Mit seinem neuen Verein stieg der Linksverteidiger am Saisonende als Vizemeister hinter dem FC Chelsea in die erste Liga auf. Die erste Spielzeit für Wednesday in der First Division 1984/85 seit vierzehn Jahren führte den Aufsteiger auf den achten Tabellenplatz. In der Saison 1985/86 steigerte das Team diese Leistung noch einmal und erreichte den fünften Platz. Aufgrund der internationalen Sperre aller englischen Fußballmannschaften infolge der Katastrophe von Heysel konnte der Verein jedoch nicht im UEFA-Pokal antreten. Nach zwei Jahren im Mittelfeld der Tabelle, geriet Sheffield 1988/89 in Abstiegsgefahr, schaffte jedoch letztendlich als Fünfzehnter mit drei Punkten Vorsprung auf den Absteiger FC Middlesbrough den Klassenerhalt. Dies gelang Sheffield 1989/90 nicht mehr und so musste der Verein nach sechs Jahren in der ersten Liga wieder in die Second Division absteigen. Punktgleich mit dem Tabellen-17. Luton Town entschied lediglich das um zwei Tore schlechtere Torverhältnis zuungunsten von Wednesday. Die Mannschaft erholte sich jedoch schnell von diesem Rückschlag und stieg in der Saison 1990/91 direkt wieder in die erste Liga auf. Als Tabellendritter hinter Oldham Athletic und West Ham United schaffte Sheffield die Rückkehr und gewann in diesem Jahr zudem den Titel im League Cup 1990/91. Gegner im Finale in Wembley war das von Alex Ferguson trainierte Manchester United, dass durch ein Tor vom irischen Nationalspieler John Sheridan mit 1:0 bezwungen wurde. Den Aufsteiger gelang danach in der First Division 1991/92 eine sehr gute Platzierung. Durch diesen Erfolg waren die Owls im UEFA-Pokal 1992/93 spielberechtigt und zogen nach zwei Siegen (8:1 und 2:1) in die zweite Runde ein. Dort erwies sich der deutsche Vertreter 1. FC Kaiserslautern als zu stark. Nach einer 1:3-Niederlage im Fritz-Walter-Stadion, bedeutete das 2:2 in Hillsborough das frühe Aus. In der Liga erreichte Wednesday in der neu eingeführten Premier League 1992/93 einen siebten Platz und zog zudem ins Finale des FA Cup 1992/93 ein. Nach einem 1:1 im ersten Spiel verlor Sheffield die Wiederholungspartie mit 1:2 gegen den FC Arsenal. Zuvor hatte die Mannschaft schon das Finale des League Cup 1992/93 mit 1:2 gegen Arsenal verloren.

### Leeds United (1994–1996)
Im Sommer 1994 wechselte Worthington nach über zehn Jahren in Sheffield zu Leeds United. Leeds wurde seit 1988 von Howard Wilkinson trainiert, der ihn bereits zehn Jahre zuvor für Sheffield Wednesday verpflichtet hatte. Mit seiner neuen Mannschaft erreichte er über den fünften Platz in der Premier League 1994/95 den UEFA-Pokal 1995/96, in dem Leeds jedoch bereits in der zweiten Runde deutlich am niederländischen Vertreter PSV Eindhoven scheiterte. Nach einer weiteren Saison wechselte der 34-jährige Nigel Worthington 1996 zum Zweitligisten Stoke City und bereits ein Jahr später zum FC Blackpool, wo er 1998 seine Spielerkarriere beendete.

### Nordirische Nationalmannschaft (1984–1997)
In den dreizehn Jahren für Nordirland bestritt Nigel Worthington sechsundsechzig Länderspiele. Höhepunkt seiner Karriere in der Nationalmannschaft war die Teilnahme an der Fußball-Weltmeisterschaft 1986 in Mexiko. Nach einem 1:1 gegen Algerien im ersten Spiel und zwei Niederlagen gegen Spanien und Brasilien, schied Nordirland jedoch bereits nach der Vorrunde aus. Worthington kam in den beiden ersten Partien von Beginn an zum Einsatz.

## Trainerlaufbahn

### FC Blackpool (1997–1999)
Am 8. Juli 1997 übernahm Worthington die Position des Spielertrainers beim Drittligisten FC Blackpool. Nach zwei Jahren im Mittelfeld der Tabelle wurde er während der Saison 1999/00 am 23. Dezember 1999 entlassen.

### Norwich City (2000–2006)
Knapp ein Jahr später wurde Worthington am 4. Dezember 2000 neuer Trainer des Zweitligisten Norwich City. In der Saison 2001/02 erreichte er mit Norwich die erste Play-off-Runde. Nach einem Erfolg über die Wolverhampton Wanderers verlor Norwich jedoch das Finale gegen Birmingham City nach Elfmeterschießen. Zwei Jahre später führte Worthington den Verein zur Meisterschaft in der zweiten Liga und schaffte damit nach neun Jahren den Aufstieg in die erste Liga. Die Rückkehr in die Premier League 2004/05 war jedoch nicht von Dauer, vielmehr folgte der direkte Wiederabstieg als Tabellenvorletzter. Nach einem neunten Platz in der Football League Championship 2005/06 und einem Fehlstart in die Saison 2006/07 wurde Nigel Worthington am 1. Oktober 2006 nach knapp sechs Jahren in Norwich entlassen.

### Nordirische Nationalmannschaft (2007–2011)
Nachdem er am 11. April 2007 interimsweise Trainer bis Saisonende 2006/07 beim Zweitligisten  Leicester City wurde, übernahm Nigel Worthington am 1. Juni 2007 den Trainerposten der nordirischen Nationalmannschaft. Die unter seinem Vorgänger Lawrie Sanchez gut in die Qualifikation zu Fußball-Europameisterschaft 2008 gestartete Mannschaft verpasste die Teilnahme am Endturnier als Tabellendritter hinter Spanien und Schweden. Nach einem vierten Platz in der Qualifikation zur Fußball-Weltmeisterschaft 2010 hinter der Slowakei, Slowenien und Tschechien, sorgte das noch schlechtere Abschneiden in der Qualifikation zur Fußball-Europameisterschaft 2012 für das Ende seiner Amtszeit am 11. Oktober 2011. Nordirland hatte in der Gruppe als Fünfter lediglich die Färöer hinter sich gelassen.

### York City (2013-)
Am 4. März 2013 wurde Worthington als neuer Trainer des englischen Viertligisten York City vorgestellt.

## Titel und Erfolge
- League-Cup-Sieger: 1991
- League-Cup-Finalist: 1993
- FA-Cup-Finalist: 1993
- Zweitliga-Meister: 2004